# Sportwagenrennen Avellino 1931

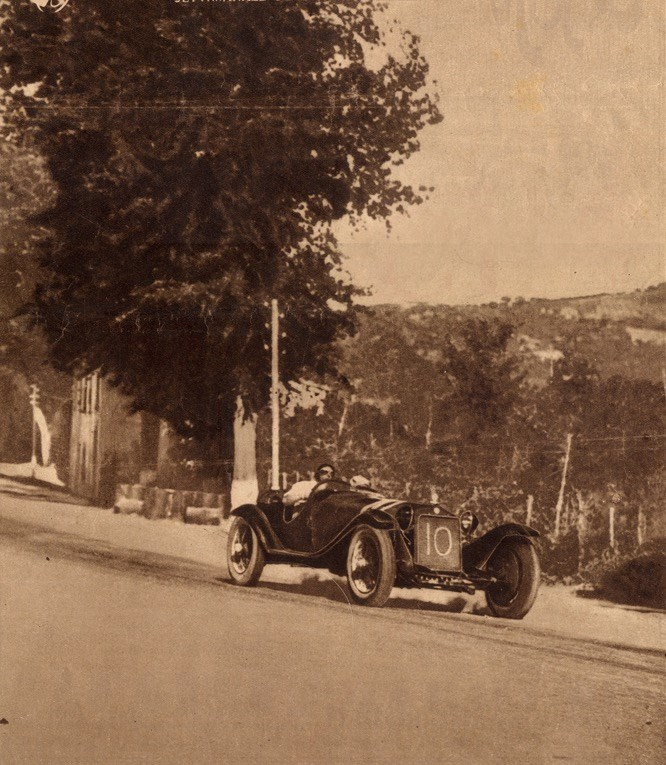
Alfa Romeo 8C 2300MM mit der Startnummer 10, Siegerwagen von Baconin Borzacchini und Carlo Ongaro

Das Sportwagenrennen Avellino 1931, auch IV. Coppa Principe di Piemonte, Circuito di Avellino, fand am 19. Juli 1931 statt.

## Das Rennen
Auf dem 24,951 km langen Circuito di Avellino in der Nähe von Avellino feierte Baconin Borzacchini seinen ersten Sieg bei einem Sportwagenrennen für die Scuderia Ferrari. Nach zehn Runden hatten er und Teamkollege Carlo Ongaro einen Vorsprung von knapp drei Minuten auf Teamkollegen Francesco Severi, der ebenfalls einen Alfa Romeo fuhr.

## Ergebnisse

### Schlussklassement
| 1           |  | 10 | Scuderia Ferrari | Baconin Borzacchini Carlo Ongaro | Alfa Romeo 8C 2300MM | 2:48:41,200 |
| 2           |  |    | Scuderia Ferrari | Francesco Severi                 | Alfa Romeo 6C 1750GS | 2:51:52,200 |
| 3           |  |    |                  | Cesare Pastore                   | Maserati             | 2:52:21,000 |
| 4           |  |    | Scuderia Ferrari | Guido d’Ippolito                 | Alfa Romeo 6C 1750GS |             |
| 5           |  |    | XXX              | XXX                              |                      |             |
| 6           |  |    | XXX              | XXX                              |                      |             |
| 7           |  |    | Scuderia Ferrari | Umberto Klinger                  | Alfa Romeo 6C 1750GS |             |
| 8           |  |    | XXX              | XXX                              |                      |             |
| 9           |  |    | XXX              | XXX                              |                      |             |
| 10          |  |    | XXX              | XXX                              |                      |             |
| 11          |  |    | XXX              | XXX                              |                      |             |
| Ausgefallen |  |    |                  |                                  |                      |             |
| 12          |  |    | XXX              | XXX                              |                      |             |
| 13          |  |    | XXX              | XXX                              |                      |             |
| 14          |  |    | XXX              | XXX                              |                      |             |
| 15          |  |    | XXX              | XXX                              |                      |             |
| 16          |  |    | XXX              | XXX                              |                      |             |
| 17          |  |    | XXX              | XXX                              |                      |             |
| 18          |  |    | XXX              | XXX                              |                      |             |
| 19          |  |    | XXX              | XXX                              |                      |             |

### Nur in der Meldeliste
Zu diesem Rennen sind keine weiteren Meldungen bekannt.

### Klassensieger
Zu diesem Rennen sind keine Klassensieger bekannt.

### Renndaten
- Gemeldet: 19
- Gestartet: 19
- Gewertet: 11
- Rennklassen: unbekannt
- Zuschauer: unbekannt
- Wetter am Renntag: unbekannt
- Streckenlänge: 24,951 km
- Fahrzeit des Siegerteams: 2:48:41,200 Stunden
- Gesamtrunden des Siegerteams: 10
- Gesamtdistanz des Siegerteams: 249,510 km
- Siegerschnitt: 88,749 km/h
- Schnellste Trainingszeit: unbekannt
- Schnellste Rennrunde: Cesare Pastore – Maserati (#-) – 16.20.000 – 91,470 km/h
- Rennserie: zählte zu keiner Rennserie